# Mohamed Abdul Ridha Chunchun
Mohamed Abdul Ridha Chunchun (* 6. Juni 1992) ist ein irakischer Sprinter, der sich auf den 400-Meter-Lauf spezialisiert hat.

## Sportliche Laufbahn
Erste internationale Erfahrungen sammelte Mohamed Abdul Ridha Chunchun im Jahr 2019, als er bei den Arabischen Meisterschaften in Kairo in 47,73 s den vierten Platz über 400 Meter belegte und mit der irakischen 4-mal-400-Meter-Staffel in 3:06,23 min die Goldmedaille gewann. 2021 gewann er bei den Arabischen Meisterschaften in Radés in 46,76 s die Bronzemedaille über 400 Meter hinter seinem Landsmann Taha Hussein Yaseen und Mohamed Ali Gouaned aus Algerien. Zudem belegte er in 21,45 s den fünften Platz im 200-Meter-Lauf. 2023 wurde er dann bei den Arabischen Meisterschaften in Marrakesch im Finale über 200 Meter disqualifiziert.
In den Jahren 2020 und 2022 wurde Ridha Chunchun irakischer Meister im 400-Meter-Lauf.

## Persönliche Bestleistungen
- 200 Meter: 21,32 s (+0,1 m/s), 19. Juni 2023 in Radès
- 400 Meter: 46,76 s, 17. Juni 2021 in Radès